# La segona oportunitat
La segona oportunitat (As They Made Us en anglès) és una pel·lícula dramàtica estatunidenca del 2022 escrita, dirigida i produïda per Mayim Bialik en el seu debut com a directora. És protagonitzada per Dianna Agron, Simon Helberg, Candice Bergen, Dustin Hoffman, Julian Gant, Charlie Weber i Justin Chu Cary. La trama segueix Abigail (Agron) i els últims moments que ella i la seva família passen amb el seu pare moribund (Hoffman). Es va estrenar als cinemes i en VOD per Quiver Distribution el 8 d'abril de 2022. Va rebre crítiques positives de la crítica. Ha estat doblada i subtitulada al català.

## Repartiment
- Dianna Agron com a Abigail, una divorciada atormentada, lluitadora i mare de dos fills
- Simon Helberg com a Nathan, el germà separat de l'Abigail
- Candice Bergen com a Barbara, la mare de l'Abigail
- Dustin Hoffman com a Eugene, el pare de l'Abigail la salut està fallida
- Justin Chu Cary com a Jay, un paisatgista pel qual Abigail se sent atreta
- harlie Weber com a Peter, l'exmarit poc solidari d'Abigail
- Julian Gant com a Garrick, la infermera a temps complet de l'Eugene
- John Wollman com el Dr. Ashkenazy, el metge original de l'Eugene
- Sweta Keswani com el Dr. Patel, el neuròleg

## Producció
El setembre de 2019, es va informar que l'actriu Mayim Bialik debutaria com a guionista i directora de llargmetratges amb la pel·lícula dramàtica La segona oportunitat. El novembre de 2019, es va anunciar que Dustin Hoffman, Candice Bergen, Simon Helberg i Olivia Thirlby serien els protagonitzats. En una entrevista de desembre de 2020, Bialik va dir que es filmaria després de la pandèmia de la COVID-19.
L'abril de 2021, es va informar que Dianna Agron havia substituït Thirlby a causa de la interrupció de l'horari causada per la pandèmia. El juny de 2021, Justin Chu Cary i Charlie Weber es van unir al repartiment quan començava el rodatge a Nova Jersey.

## Crítica
Al lloc web de l'agregador de ressenyes Rotten Tomatoes, el 81% de les crítiques de 21 crítiques són positives, amb una valoració mitjana de 6,9/10. A Metacritic, que utilitza una mitjana ponderada, va assignar a la pel·lícula una puntuació de 61 sobre 100 basada en 8 crítics, indicant "crítiques generalment favorables".